# Chilenischer Reisepass

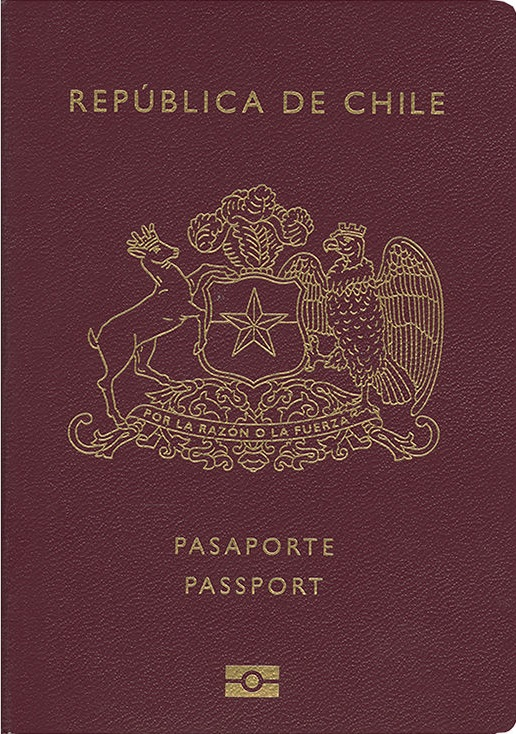
Chilenischer Reisepass, ausgestellt zwischen 2013 und 2024

Der chilenische Reisepass (span. Pasaporte de la República de Chile) ist ein amtliches Ausweisdokument, das chilenischen Staatsbürgern bei Reisen ins Ausland ausgestellt wird. Das biometrische Reisedokument wurde erstmals im Jahr 2013 ausgegeben und wurde im Jahr 2024 durch eine modernisierte Version mit erweiterten Sicherheitsmerkmalen und aktualisiertem Design ersetzt.

## Geschichte
Der Identifikations- und Passdienst (Servicio de Identificación y Pasaportes) war die erste staatliche Einrichtung, die für die Ausstellung von Reisedokumenten für chilenische Staatsbürger im Ausland verantwortlich war. Nach der Unabhängigkeit Chiles vom spanischen Kolonialreich zu Beginn des 19. Jahrhunderts oblag die Ausstellung von Reisedokumenten dem chilenischen Außenministerium sowie dessen Vorgängerbehörden. Diese umfassten unter anderem handschriftliche Geleitbriefe ohne Lichtbild, daher mit geringen Sicherheitsmaßnahmen.
Im Jahr 1946 erfolgte eine Fusion mit dem Zivilregister, wodurch der Zivilregister- und Identifizierungsdienst (Servicio de Registro Civil e Identificación) gegründet wurde. Dieser besteht bis heute und erfüllt weiterhin zentrale Aufgaben im Bereich der Personenidentifikation und Dokumentenausstellung.

## Visabestimmungen für Inhaber chilenischer Reisedokumente

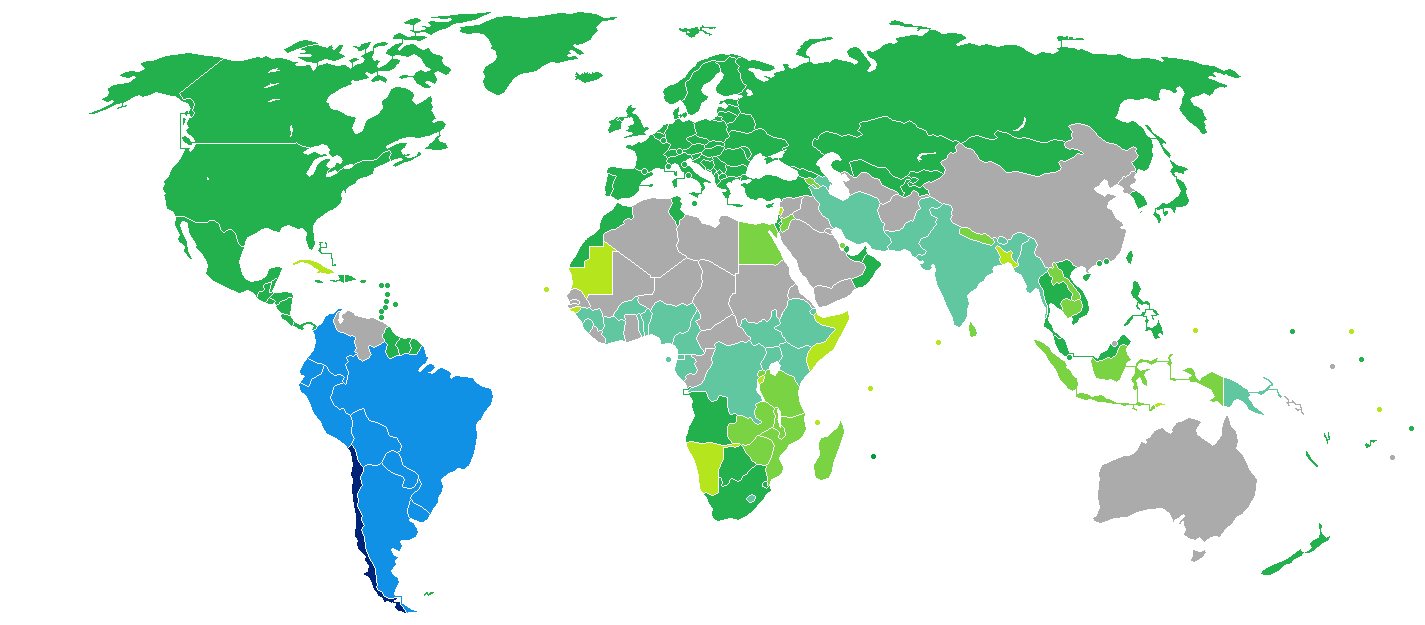
Visabestimmungen für chilenische Staatsbürger für Inhaber von regulären chilenischen Pässen
Chile
Mit Ausweisdokument (ID) erlaubt
Visumfreier Zugang
Visum bei Ankunft ausgestellt
Elektronische Autorisierung oder Online-Zahlung erforderlich / eVisa
Sowohl Visum bei Ankunft als auch eVisa verfügbar
Visum erforderlich

Gemäß dem Henley Passport Index 2024 zeichnet sich der chilenische Reisepass in Bezug auf die Visabefreiheit durch die größte Reisefreiheit innerhalb Lateinamerikas aus. Chilenische Staatsbürger sind berechtigt, mit ihrem gültigen Personalausweis für kurzzeitige Aufenthalte ohne Visum in acht südamerikanische Länder einzureisen: Argentinien, Bolivien, Brasilien, Ecuador, Kolumbien, Paraguay, Peru sowie Uruguay. Darüber hinaus ist es das einzige lateinamerikanische Land, das eine visumfreie Einreise in die Vereinigten Staaten und Kanada für Tourismus-, Besuchs- und Geschäftszwecke von bis zu 90 Tagen ermöglicht.
Chile, Brunei, Israel und Südkorea zeichnen sich zudem dadurch aus, dass sie die einzigen Länder weltweit sind, deren Staatsbürger alle G7-Staaten ohne Kurzaufenthaltsvisum betreten dürfen.